# Электрон Т19
Электро́н Т19 (англ. Electron T19) — 12-метровый низкопольный троллейбус большой вместимостью, изготовленный совместным украинско-немецким предприятием «Электронтранс».

## Описание

### Кузов
Кузов троллейбуса — цельносварной вагонного типа низкопольный. Производится из обыкновенной стали с защитным покрытием или из нержавеющей стали.
Наружная облицовка выполняется из композита Dibond алюминия-пластика, передняя и задняя маска — из стеклопластика, что позволяет надежно защитить троллейбус от коррозии. Внутренняя облицовка выполняется из пластика.
В салоне размещается 34 места для сидения. В троллейбусах, выпущенных в 2019 году для Львова (б. н. 124—173), количество сидячих мест увеличено до 37, то есть в каждом ряду — по 2 сиденья и 5 — в конце салона. В зависимости от комплектации на низком полу может быть расположено от 13 до 16 мест для сидения.

### Электрооборудование
В качестве тягового применен асинхронный двигатель. Управление им производится частотным преобразователем с векторным способом. Электродинамическое торможение — с рекуперацией электроэнергии в контактную сеть. Максимальная скорость троллейбуса ограничивается электроникой на уровне 65 км/ч.
За безопасностью движения следят электронные системы контроля и управления, система ABS, а также внешние и внутренние камеры видеонаблюдения.
На троллейбусе применен бортовой компьютер, который через CAN-шину постоянно проверяет состояние троллейбуса.

### Отопление, вентиляция и кондиционирование
Салон отапливается воздушными калориферами. Зеркала наружного обзора имеют электрический подогрев.
Вентиляция природная через форточки в окнах и через люки в потолке.
В зависимости от комплектации салон и кабина водителя могут оборудоваться кондиционером.

### Приспособления для людей с инвалидностью
Кузов троллейбуса сделан низкопольным, а для дополнительного удобства посадки и высадки пассажиров применен книллинг, благодаря которому троллейбус на остановке опускается со стороны двери, уменьшая дорожный просвет.
В средней двери расположен откидной пандус для заезда инвалидной коляски на специально приспособленное место с ремнями безопасности для фиксации во время движения.
Салон троллейбуса, а также средняя дверь снаружи оборудованы сигнальными кнопками.

## История
Троллейбус Электрон Т19 разработан в 2013 году конструкторами завода «Электронтранс», которые были приглашены с завода ЛАЗ, который на тот момент уже фактически не работал, поэтому на новом троллейбусе были применены технические решения и элементы, аналогичные троллейбусу ЛАЗ Е183.
Первый троллейбус Электрон Т19101 был изготовлен для города Львова и передан ЛКП «Львовэлектротранс» в конце сентября 2014 года.
После окончания полного цикла испытаний с 25 октября 2014 года троллейбус Электрон Т19 начал регулярную перевозку пассажиров,
22 декабря 2014 г. состоялась поставка троллейбуса Электрон Т19 в Хмельницком. Всего город приобрел два таких троллейбуса за 4,452 млн грн.
В течение 2015—2016 годов Львов продолжал покупать троллейбусы именно данной модели. Во время поставки были обнаружены технические недостатки, получившие публичную огласку: производитель поставил троллейбус с неисправным тяговым двигателем.
В начале 2019 года ЛКП «Львовэлектротранс» планировало приобрести новых 50 троллейбусов в кредит за средства ЕБРР. По результатам состоявшегося тендера ЕБРР победителем стал ООО "Совместное украинско-немецкое предприятие «Электронтранс» и ПАО «Концерн-Электрон». Первых 10 троллейбусов город должен получить через полгода.
4 ноября 2019 года «Электронтранс» презентовал первую партию из 10 машин.
29 ноября 2019 года, когда ЛКП «Львовэлектротранс» получил первые 10 машин, выяснилось, что троллейбусы имеют 22 технических недостатка и замечания со стороны заказчика. Сроки подписания актов приема передачи троллейбусов были несколько сдвинуты от предварительно утвержденного графика. Новые троллейбусы вышли на маршруты 15 декабря. Все последующие партии машин, которые поставлялись производителем, также имели замечания и недостатки.
21 сентября 2020 года с существенным опозданием графика поставок ЛКП «Львовэлектротранс» получило все 50 троллейбусов (б.н. 124—173) «Электрон». Цена одной машины — 213 тысяч евро.

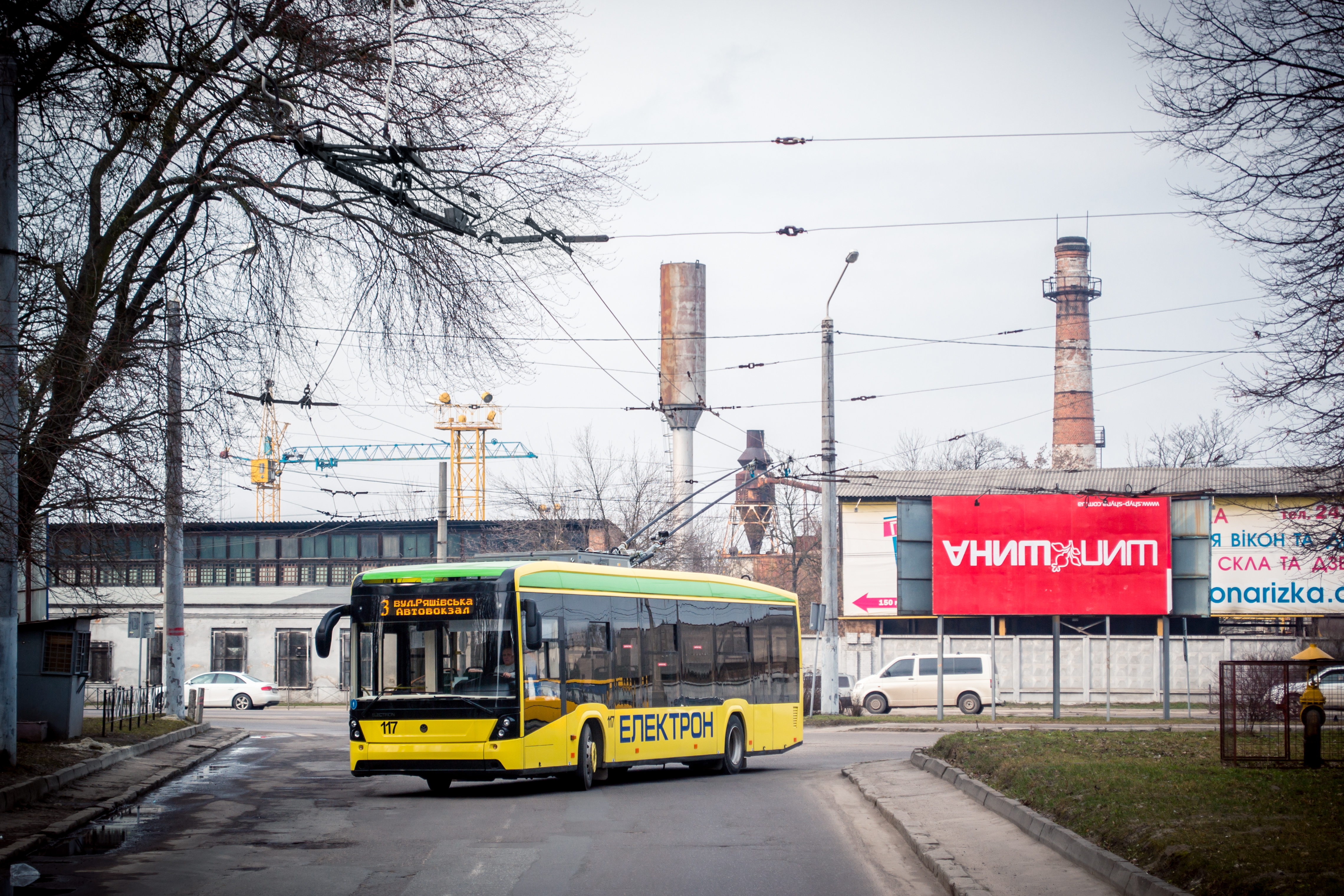
Электрон Т19102

## Модификации
- Электрон Т19101 — 12-метровый троллейбус с асинхронным двигателем ДТА-2У1 производства «ПЭМЗ» (Псков, Россия) и тяговым преобразователем фирмы «Чергос» (Россия). Выпускался в 2014—2016 годах.
- Электрон Т19102 — 12-метровый троллейбус с асинхронным двигателем АД-903У1 производства Электротяжмаш (г. Харьков) и тяговым преобразователем фирмы ENIKA (Польша), выпускается с 2015 года.

## Эксплуатация
Учитывая опыт длительной эксплуатации данной модели троллейбусов, они не смогли себя зарекомендовать как надежные безотказные машины. Часть машин длительное время простаивает в депо в ожидании замены запчастей.